# جيمي وانغ
جيمي وانغ (بالصينية: 王羽) هو كاتب وكاتب سيناريو ومخرج وممثل تايواني، ولد في 28 مارس 1943 في الصين.

## وصلات خارجية
- جيمي وانغ على موقع IMDb (الإنجليزية)
- جيمي وانغ على موقع روتن توميتوز (الإنجليزية)
- جيمي وانغ على موقع ألو سيني (الفرنسية)
- جيمي وانغ على موقع أول موفي (الإنجليزية)
- جيمي وانغ على موقع قاعدة بيانات الفيلم (الإنجليزية)
- جيمي وانغ على موقع كينوبويسك (الروسية)